# Mill Brook (dopływ Meadow Brook)
Mill Brook – strumień (brook) w kanadyjskiej prowincji Nowa Szkocja, w hrabstwie Halifax, płynący w kierunku południowo-wschodnim i uchodzący do Meadow Brook; nazwa urzędowo zatwierdzona 25 września 1975.